# Aleksa Kovačević (Basketballspieler)
Aleksa Kovačević (* 5. März 2002 in Valjevo) ist ein serbisch-deutscher Basketballspieler.

## Werdegang
Kovačević spielte Basketball zunächst in seiner Geburtsstadt beim Verein Student Valjevo. Im Alter von 14 Jahren wechselte er in die Nachwuchsabteilung von KK Partizan Belgrad. 2017 verließ er Serbien und setzte seine Basketballausbildung in der Jugend der Crailsheim Merlins in Deutschland fort. Er spielte zusätzlich ab der Saison 2017/18 in der zweiten Herrenmannschaft der Hohenloher in der 1. Regionalliga. Im Februar 2020 wurde Kovačević erstmals von Crailsheim in der Basketball-Bundesliga eingesetzt.
Im Sommer 2022 wurde er von Crailsheims Bundesliga-Konkurrent Mitteldeutscher BC verpflichtet und erhielt für weitere Einsätze eine Doppellizenz für den Drittligisten BG Bitterfeld-Sandersdorf-Wolfen 06.
Zum Spieljahr 2023/24 ging er in sein Heimatland zurück und wurde Spieler des Erstligisten KK Sloga Kraljevo. Im Juni 2024 gab wieder der Mitteldeutsche BC seine Verpflichtung bekannt. Im Februar 2025 gelang ihm mit dem MBC der Sieg im deutschen Pokalwettbewerb.
Zweitligist EPG Guardians Koblenz nahm Kovačević im Juni 2025 unter Vertrag.